# 直回
直回（英文：Straight gyrus）是大脑额叶底部的一个脑回。直回一侧紧靠中央纵裂、经大脑半球内侧延伸至额上回，另一侧与眶回相隔、中间有嗅沟隔开。

## 功能
直回的功能尚不清楚，但可能与高阶认知功能有关。

## 图像

直回在红色标记处
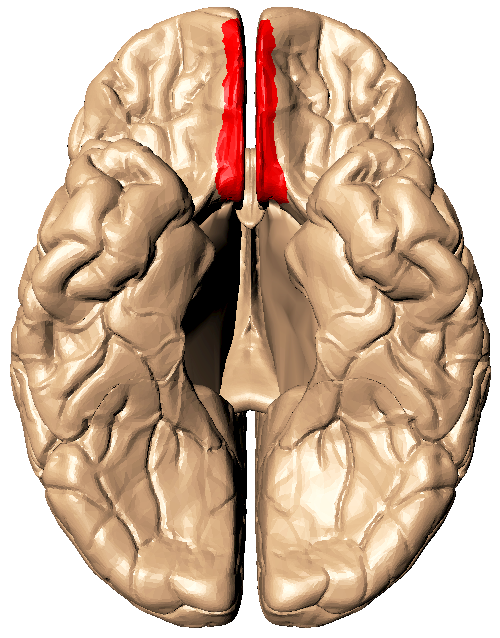
大脑底部（直回在红色标记处）
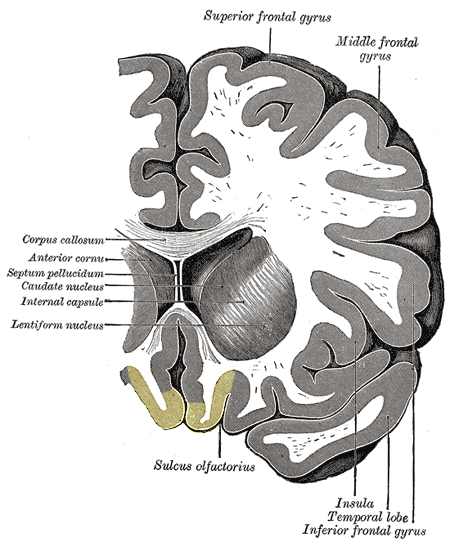
人脑横切面（直回在底部黄色标记处）